# Вулвергемптон

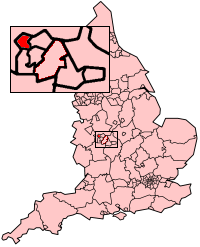
Вулверхэмптон на карте Англии

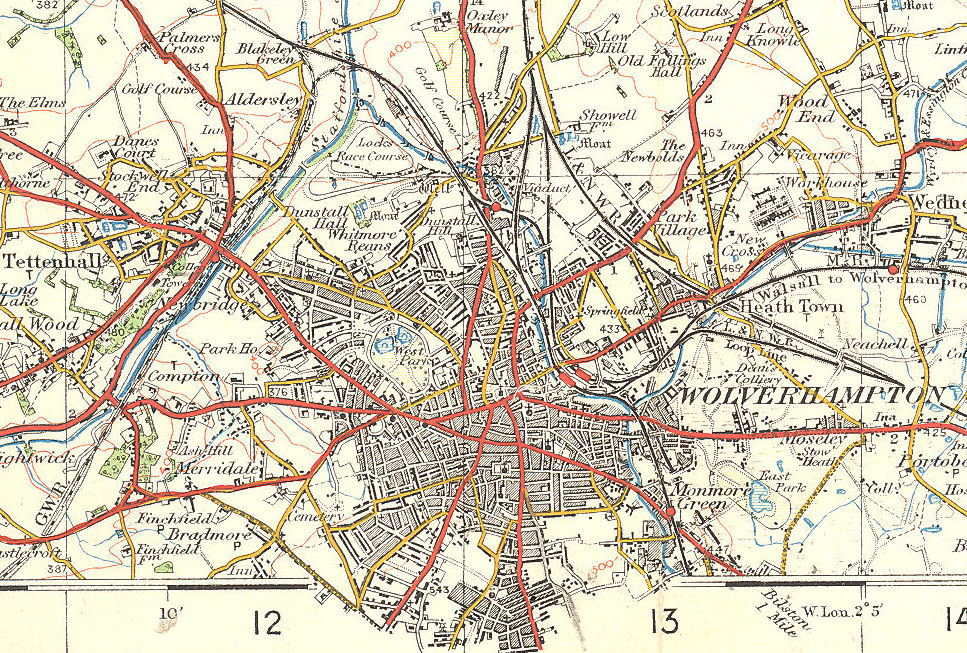
Вулвергемптон в 1921

Ву́лверге́мптон, Волвэрхемптон, Ву́лверхемптон, Вулверхамптон (англ. Wolverhampton; английское произношение: о файле/ˌwʊlvərˈhæmptən/) — город в Англии, выделенный в отдельный район со статусом «сити», расположенный на северо-западе церемониального и метропольного графства Уэст-Мидлендс.

## История
До норманнского завоевания название района фигурирует в вариантах Heantune или Hamtun, префикс Wulfrun или аналогичные начали появляться в 1070 году и в последующий период.
Первоначально город рос как рынок со специализацией на торговле шерстяными изделиями. Во время и после промышленной революции  стал крупным промышленным центром с добычей полезных ископаемых (в основном угля, известняка и железной руды), а также производства стали, мотоциклов и автомобилей. В настоящее время основными отраслями экономики в городе являются инженерия (в том числе большая аэрокосмическая промышленность) и сфера услуг.

## География
В графство Уэст-Мидлендс город перешёл из графства Стаффордшир в результате реформы 1974 года. В настоящее время занимает площадь 69 км² и граничит на западе и севере с церемониальным графством Стаффордшир, на востоке с районом Уолсолл, на юге с районом Дадли.

### Климат
Климат Вулвергемптона океанический и поэтому довольно умеренный, средняя температура в июле около 21 °C, максимальная температура в январе около 6,5 °C.
Метеорологическое бюро находится в местечке Пенкридж, около 5 миль (8 км) к северу от города.

## Демография
По данным переписи 2021г. население города составляло 263 727 человек, из них:
- 60.6 % — белые
- 21,2 % — южно-азиаты
- 9,3 % — чернокожих
- 5,3 % — смешанные
- 3,6 % — представители другой этнической группы.

Средняя плотность населения — 3 407 чел./км².

## Правительство
Вулвергемптон управляется городским советом, состоящим из 60 депутатов, избранными в 20 округах. В результате последних выборов 28 мест в совете занимают лейбористы.

## Спорт
В городе базируется футбольный клуб «Вулверхэмптон Уондерерс», выступающий в Премьер-лиге, высшем дивизионе в системе футбольных лиг Англии.

## Известные уроженцы
- Лиам Пейн (род. 1993) — участник группы One Direction.
- Scarlxrd (род. 1994) — британский хип-хоп-исполнитель.
- Кучур Эндрю — лорд Палаты лордов парламента Великобритании в 2017-н.д.
- Хелен Валери Хеймен (род. 1949) — лорд-спикер Палаты лордов парламента Великобритании в 2006—2011 годах.
- Ричард Эттвуд (род. 1940) — британский автогонщик, пилот Формулы-1.

## Города-побратимы
- Суботица, Сербия
- Клагенфурт, Австрия
- Венеция, Италия
- Джаландхар, Индия
- Буффало, США